# 有線直播新聞台
有線直播新聞台（英語：i-CABLE Live News Channel）是香港有線電視的其中一個新聞資訊頻道，是全港首條專為直播新聞而設的頻道。此頻道在2005年4月7日啟播，正式啟播前曾以「10頻道」的名稱試播，主要直播立法會會議、各重要記者會等，亦有財經資訊台的節目重溫。
有線直播新聞台成立後，各電視台紛紛效法，成立類似性質的頻道，包括無綫新聞台、now直播台和港台電視32。
現時所有人士（包括用戶及非用戶）均可以在有線新聞網站免費收看直播新聞台的直播訊號，但未有提供高清16:9畫面。
2018年5月24日早上6時，原標清訊號台號由第10/210頻道改為第153頻道，另同日開始加入高清訊號，台號為110頻道。
2020年2月起，直播新聞台改版，非直播時段不再循環播放節目預告（於下方跑馬燈顯示），改為隨機播放有線新聞台及財經資訊台的環節節目，同時取消所有記者會的重播。

## 直播節目

### 直播立法會會議
過往由新聞一台（現財經資訊台）負責播放星期三的立法會會議，以致該台不能同時播放財經節目，而且若會議在七時還未結束，該台也會中止轉播，因而令觀眾無法觀看會議的餘下內容。
直播新聞台啟播後，便轉由該頻道負責播放，除能播映全場會議外，還會於下方資訊列顯示內容重點，更會提供雙語廣播。此外，一些事務委員會的會議也會播放。

### 直播重要記者會及演講
過往由新聞二台（現新聞台）負責直播重要記者會及演講，但由於要兼顧播放其他新聞，因此無法全程直播，只會播放起初的一小段。直播新聞台啟播後，兩台均會直播重要記者會，但新聞台只會短時間直播，直播新聞台則會全程直播，並於其他時間重播。

### 直播大型活動
直播大型慶祝活動、典禮及遊行。
- 維港煙花匯演
- 台灣倒扁行動
- 2009八一解放軍在港表演
- 2009年東亞運動會開幕禮
- 2009年東亞運動會閉幕禮
- 威廉王子大婚
- 演藝界賑災籌款匯演
- 2012年行政長官選舉辯論
- 長洲搶包山
- 頒授國家勳章及國家榮譽稱號

### 特備節目
- 每年行政長官發表施政報告時：施政檢閱台
- 香港主權移交十週年：雄鷹翱翔慶回歸、樂樂盈盈即時看
- 2009年7月22日，世紀日食，由主播游安怡與嘉賓主持日食出現的全個過程。

## 錄播節目

### 錄播大型活動
因大會規定或語言所限，不允許進行直播。直播新聞台則會在非直播時段錄播。
- 香港杯外交知識競賽
- 「新聞最前線」座談會

### 記者會
- 外交部記者會

### 特備節目
播放有線新聞自製的非直播特備節目，因其他頻道未能抽空播映，因此唯有在直播新聞台播放。
- 國之重寶（回歸十年特備節目，莊安宜主持）
- 世界文明瑰寶
- 天火遺珍（曾美華主持）
- 大英博物館奧運珍藏
- 百年中國（王靜茵主持）

### 週末重溫
重播該週重要直播，於週末雙數時段內播出。

### 香港電台節目
直播新聞台曾於每日23:00播映香港電台電視節目（翌日1:00及3:00重播），唯電視劇及綜合節目除外。在2007年4月以前於有線財經資訊台播放。2020年中起再改於有線財經資訊台播放。
除了以上節目外，還會直播國際及香港重要事件；另於部份非直播時段，以滾動文字的方式提供即時新聞及資訊。此外亦會於非直播時段播放有線電視宣傳片及政府宣傳片。

## 資訊列
該台螢幕下方的新聞跑馬燈會不斷循環提供演講摘要。重播時會顯示演講的時間，直播時會顯示「現場直播」的字樣，有雙語廣播或即時傳譯時亦會有雙聲道的標誌。
2020年2月起，直播新聞台改版後絕少使用，只有隨機播放有線新聞台及財經資訊台的環節節目時，會於下方跑馬燈顯示節目預告。直播新聞台亦多同步有線新聞Facebook直播，使用Facebook直播的時間列。

## 外部連結
- 香港有線電視 （页面存档备份，存于）
- 有線新聞 Archive.today的存檔，存档日期2012-12-05
- 新聞有線人